# Mênfis (mitologia)
Na mitologia grega, Mênfis é uma filha do Nilo, e esposa de Épafo, rei do Egito filho de Zeus e Io. É a mãe de Líbia, e esta é a mãe de Agenor e Belo.
A antiga cidade de egípcia de Mennefer (Mênfis, Μέμφις em grego), fundada por Épafo, teria este nome em homenagem a ela.
Uma outra Mênfis é mencionada como uma das mulheres de Dánao, filho de Belo, que teve com ele as filhas Clite, Sthenele e Chrysippe.